# 細川信良
細川 信良（ほそかわ のぶよし）は、戦国時代から安土桃山時代にかけての武将・大名。阿波国・摂津国・丹波国守護。官位は正五位上・右京大夫。細川京兆家19代当主。
幼名は聡明丸。のち、足利義昭の偏諱を受けて昭元と名乗るが、織田信長の政権下では信元（のぶもと）、信良（のぶよし）と名乗った。義昭の偏諱を受ける前は、六郎の通称（仮名）を諱の代わりに用いていた。

## 生涯

### 生い立ち、足利義昭への臣従
室町幕府34代管領・細川晴元の子として誕生。母は六角定頼の娘。
幼少期の天文21年（1552年）、父が三好長慶と一時的に和睦した際に人質となる。父が再び長慶と敵対すると管領・細川氏綱と共に山城国淀城に軟禁され、永禄元年（1558年）に11歳で長慶のもとで元服した。
永禄4年（1561年）、実弟の細川晴之が六角・畠山軍に擁立され、将軍・足利義輝の命を受け近江国に於いて反三好の兵を挙げるが戦死した（将軍地蔵山の戦い）。永禄5年（1562年）、父が長慶と和睦すると父子は久々の対面を果たしている（久米田の戦い）。
永禄6年（1563年）3月、摂津国富田普門寺で病没した父の跡を継ぐものの、勢力は取り戻せず、管領であった氏綱の没後も管領職に任命されることはなかった。
永禄8年（1565年）、永禄の変で将軍・足利義輝が殺害された後、足利義栄を室町幕府14代将軍に擁立する三好三人衆により名目上の管領として処遇を受けた。
永禄11年（1568年）、織田信長が足利義昭を擁して上洛すると、三人衆の筆頭である三好長逸と共に摂津芥川山城に籠城した。だが、三人衆派の他の城が織田軍に次々と落とされると、9月30日に城を捨てて長逸と共に阿波国へ逃亡、義栄の急死もあり義昭が15代征夷大将軍に任じられると敵対行動を続けた。
元亀元年（1570年）、野田・福島の戦いにおいて三人衆に加勢して当初は織田軍と対峙した。同年、三人衆と信長が和睦する。元亀2年（1571年）12月17日、上洛し、義昭より右京大夫とされた。また、偏諱を受けて昭元と名乗った。
義昭より重用され、三好勢力が後退した後の名目上の摂津の旗頭とされた。名門の出身であった信良はしばしば外交官としての役割を果たしている。四職家の当主でもある丹後国の一色義道が義昭に臣従し、誼を求めて信長との面会を求めたとき信良はこれに立ち会い、ともに堺を見物した。

### 信長政権のなかで

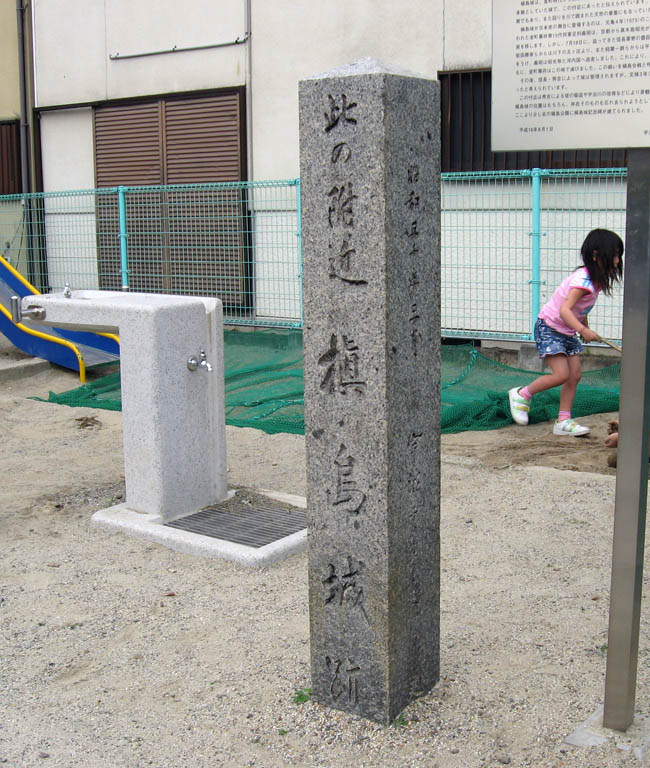
槇島城跡の標柱石
現在は、児童公園となっている

信長の勢力下では、元亀3年（1572年）に摂津で本願寺坊官の下間頼龍・下間頼純と交戦して敗北したり、翌元亀4年（1573年）2月17日に反信長派の三好義継・松永久秀らに居城の摂津中嶋城を落とされるなど武功には恵まれなかったが、足利将軍家に次ぐ武門の名門であったため、織田信長に利用されることとなる。
7月に義昭が追放された時、信良は京都に留まり、義昭が去った後の槇島城（京都府宇治市）を任された。槇島城は山城の守護所だったので、信長は信良を山城守護に任じることにより山城における将軍権力を否定したともいわれている。細川京兆家当主である信良の存在は、義昭が去った後の織田政権にとり、重要な存在となった。同族の細川藤賢も近江国坂本城を任されている。
天正3年（1575年）、信長の推挙により、正式に右京大夫に任じられる。このことにより、朝廷からも京兆家当主として認められた。信長に服属後は「捨扶持」を与えられた存在にすぎないとされてきたが、これは誤りで、『信長公記』巻八の天正3年9月2日の項に、丹波国のうち桑田郡と船井郡の二郡を信長から与えられていることが分かる。
天正5年（1577年）、羽柴秀吉の尽力により（『翠竹院道三之手簡』）（『大雲山誌稿』）、信長の妹・お犬を娶り、信長からの偏諱を受けて信元（のぶもと）、さらに信良（のぶよし）と名を改めた。お犬の方にとっては2度目の結婚であり、信良よりも年長であった。以後、織田家の親族として織田政権内で厚遇されることとなるが、反対に信長は「京兆家当主の義兄」として立場を手に入れることとなる。信良は丹波国の桑田郡・船井郡の支配を許され、名目上丹波の旗頭の地位を委ねられた。しかし丹波国支配の実権は、次第に信長の家臣明智光秀に移っていった。
天正9年（1581年）2月28日、正親町天皇の御前で信長が行った京都御馬揃えにおいては、「公家衆」の一人として参加している。

### 本能寺の変以降、晩年
天正10年（1582年）の本能寺の変の直後、正室のお犬の方とは死別した。
天正13年（1585年）の羽柴秀吉による四国攻めまでの間にかけて、本来は細川氏の家臣の家系であった長宗我部氏と阿波において連絡を取りあい、秀吉に抵抗した記録が残されている。また、長宗我部元親と織田信雄の連携を図って、反秀吉勢力の結集に努めているが実現できなかった。
やがて秀吉に属した。関白となった秀吉から貴人の1人として遇され、斯波義銀や山名豊国らと共に御伽衆に加えられた。
ただし、本願寺法主顕如の元へ身を寄せていたともいわれ、天正17年（1589年）3月9日に京都聚楽第の壁に書かれた落書の犯人が天満本願寺の寺内町に逃げ込んだ事件で、斯波義銀・尾藤知宣と共に逮捕、後に釈放されたとされる。
晩年は不詳の部分も多いが、天正20年（1592年）に病没したと伝わる。
子孫は三春藩秋田家の家老である年寄衆より上席として、大老または城代として代々勤めた。

## 系譜
- 父：細川晴元（1514-1563）
- 母：六角定頼娘
- 正室：お犬の方（?-1582） - 織田信秀の八女、織田信長妹
  - 男子：細川元勝（1581-1628）
  - 女子：円光院 - 秋田実季正室
  - 女子